# Llac Pontchartrain

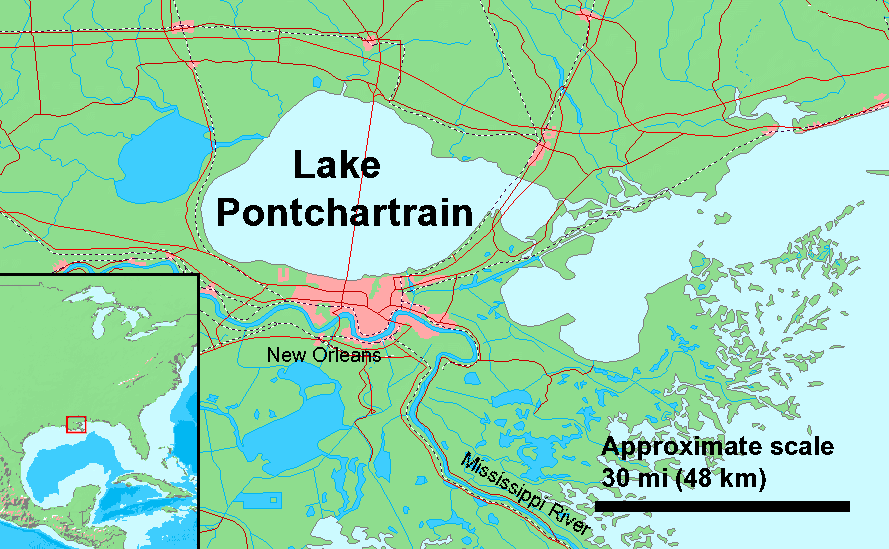
Batimetria.

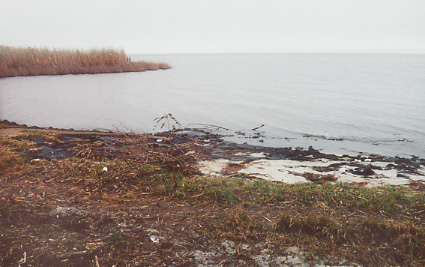
Riba nord del llac Pontchartrain al Fontainebleau State Park, 2004

El llac Pontchartrain (en anglès: Lake Pontchartrain, en francès: Lac Pontchartrain) és un estuari amb aigües salobres que es troba al sud-est de l'estat dels Estats Units de Louisiana. En ser un estuari no és realment un llac, però forma part dels aiguamolls més extensos d'Amèrica del Nord i del món.
Ocupa una superfície de 1.600 km² amb una fondària mitjana de 3,7 a 4,3 m. S'hi han construït, dragant, alguns canals més profunds per la navegació. La seva forma és aproximadament oval amb uns 60 km. d'oest a est i 39 km de nord a sud.
A la seva proximitat s'hi troben les ciutats de Nova Orleans, Metairie, Kenner, Mandeville, Slidell, Madisonville, entre d'altres.

## Etimologia
El llac Pontchartrain rep el nom de Louis Phélypeaux, comte de Pontchartrain, el ministre de Marina francès durant el regnat del rei Louis XIV, del qual prové el nom de La Louisiana.